# Los misterios de Murdoch
Los misterios de Murdoch (título original en inglés: Murdoch Mysteries) es una serie canadiense de drama ciencia ficción y misterio, que se estrenó en Citytv el 20 de enero de 2008.  Actualmente se emite en CBC, Paramount Network y otras cadenas de televisión. La serie está basada en los personajes de las novelas Detective Murdoch de la escritora Maureen Jennings. El protagonista principal es Yannick Bisson, que interpreta el papel de William Murdoch, un detective de policía que trabaja en Toronto, Ontario, a finales del siglo XIX y principios del siglo XX. En Estados Unidos, la serie se tituló The Artful Detective en la cadena de televisión por cable Ovation, hasta la duodécima temporada.

## Sinopsis
La serie se ambienta en Toronto a partir de 1895 y sigue al detective William Murdoch (Yannick Bisson) de la Policía de Toronto, que resuelve complejos casos utilizando métodos de detección poco habituales y muy adelantados para su época. Entre estos métodos se incluyen la identificación mediante huellas dactilares (denominadas "marcas dactilares" en la serie) o análisis de sangre, la vigilancia y el rastreo de pruebas.
En algunos episodios se presenta tecnología anacrónica en la que Murdoch y otros personajes utilizan a veces la tecnología existente de su época para improvisar prototipos rudimentarios de tecnologías que se asociarían más fácilmente con un período de tiempo mucho más cercano al siglo XXI. En un episodio, por ejemplo, Murdoch crea una versión primitiva del sonar para localizar un barco hundido en el lago Ontario. En otro episodio, un policía extranjero tiene una fotografía que Murdoch necesita como prueba, por lo que Murdoch le pide al otro policía que superponga la fotografía con una cuadrícula codificada numéricamente por el color de cada cuadrado, y que transmita los datos numéricos a Murdoch vía telégrafo. El resultado es que el policía extranjero ha enviado a Murdoch esencialmente una imagen de mapa de bits, que ellos denominan un "facsímil" o telefax. Este aspecto de la serie ha sido asociado con elementos del género steampunk de la ciencia ficción, aunque no es un tema recurrente en todos los episodios.
El detective Murdoch cuenta con la ayuda de otros tres personajes principales: el inspector Brackenreid (Thomas Craig), la doctora Julia Ogden (Hélène Joy) y el agente George Crabtree (Jonny Harris), un policía inexperto pero entusiasta que aspira a ser escritor de novelas de misterio. Brackenreid, el superior inmediato de Murdoch, es un hombre de Yorkshire brusco y escéptico, aficionado al whisky, que prefiere los métodos convencionales de investigación a los métodos poco ortodoxos de Murdoch, aunque suele alegrarse y enorgullecerse cuando Murdoch tiene éxito a pesar de las escasas probabilidades. Crabtree a menudo no comprende los métodos más avanzados, pero su entusiasmo y lealtad lo convierten en un buen ayudante. Al igual que Crabtree, la Dra. Ogden apoya firmemente los métodos de Murdoch. Sus habilidades en patología suelen ser de gran ayuda en muchos episodios, revelando pruebas valiosas para ayudar a Murdoch a resolver los casos. A lo largo de la serie, el creciente enamoramiento de Murdoch por ella, y su incapacidad para expresar sus sentimientos, constituyen una sutil subtrama. En la quinta temporada, después de que la doctora Ogden se case con el doctor Darcy Garland (un colega que conoció en Buffalo), se presenta a una nueva doctora, la doctora Emily Grace (Georgina Reilly). Ella y George Crabtree muestran cierto interés romántico mutuo.
La historia real es un elemento importante en la mayoría de los episodios, y las tramas, aunque ficticias, a veces involucran a personajes históricos reales, como Buffalo Bill, Annie Oakley, H. G. Wells, Nikola Tesla, Wilfrid Laurier, Jack London, Arthur Conan Doyle, la Reina Victoria, Theodore Roosevelt, Oliver Mowat, los hermanos Wright, Henry Ford, Sir Winston Churchill, Bat Masterson, Alexander Graham Bell, Emma Goldman, H. P. Lovecraft, Harry Houdini, Thomas Edison y Helen Keller. A menudo se prefiguran acontecimientos futuros. Por ejemplo, se insinúa que la cooperación secreta del gobierno británico-estadounidense ha producido un avión muy avanzado similar a un dirigible, y Crabtree y Murdoch aluden a la construcción de unas instalaciones secretas del gobierno en Nevada y Nuevo México "en la Concesión 51", (una alusión a lo que hoy conocemos como Área 51).
Los personajes también hacen referencia a inventos reales del siglo XIX y los extrapolan a inventos del futuro, como los hornos microondas, las gafas de visión nocturna, los ordenadores, los juegos "Cluedo" (comercializado como "Clue" en EE. UU.) y "Hangman", el juguete Silly Putty y un silenciador para armas de fuego.
Otro tema subyacente de la serie tiene que ver con el hecho de que Murdoch sea católico en lo que en su momento fue una ciudad predominantemente protestante y los prejuicios que ocasionalmente encuentra como resultado de dicha condición. Otras subtramas que abarcan varios episodios incluyen el movimiento por el sufragio femenino en Canadá, un movimiento que estaba teniendo lugar durante la época en la que se ambienta la serie, la discriminación hacia las minorías raciales en Toronto y las relaciones entre personas del mismo sexo durante ese período de tiempo.

## Historia
La serie tiene sus orígenes en 2004 como una serie de tres películas para televisión, protagonizadas por Peter Outerbridge en el papel principal. Su título original en aquel momento fue Murder 19C: The Detective Murdoch Mysteries. En 2006, se grabó una serie de 13 episodios basada igualmente en las novelas homónimas, pero existían dudas sobre la disponibilidad continuada de Outerbridge como actor principal, puesto que ya estaba protagonizando otra serie, ReGenesis. Para 2007, Yannick Bisson se convirtió en el protagonista de la nueva serie que en adelante se llamó Murdoch Mysteries.
La serie se estrenó en Citytv el 20 de enero de 2008. El programa fue bien recibido, tanto por el público como por la crítica. En el verano de 2008, fue nominado a 14 Premios Gemini por la Academia de Cine y Televisión de Canadá. Sin embargo, a los críticos les sorprendió que Bisson no estuviera igualmente entre los nominados. Los críticos también se sorprendieron en noviembre cuando Murdoch Mysteries ganó sólo dos premios Gemini.
A partir de ahí, la grabación de Murdoch Mysteries fue renovada por cuatro temporadas más entre 2009 y 2012. En 2010, el programa, que hasta entonces sólo se había rodado en Canadá, se trasladó a Bristol, Inglaterra, para filmar un episodio. Un gran admirador de la serie fue el primer ministro canadiense Stephen Harper, que aceptó interpretar un pequeño papel en uno de los episodios de esa temporada. El episodio en el que apareció, interpretando a un "policía despistado que no reconoce al entonces primer ministro Wilfrid Laurier", se emitió a finales de julio de 2011.
Después de que Rogers Media decidiera no continuar la serie más allá de su quinta temporada, CBC Television retomó la serie para su sexta temporada, que se estrenó en enero de 2013. Posteriormente, la cadena ha renovado la serie en repetidas ocasiones, temporada tras temporada.
Ha sido uno de los programas mejor valorados de la CBC, con una audiencia regular de más de 1,4 millones de espectadores desde enero de 2014. En Estados Unidos, la temporada 12 se emitió en Ovation a partir de abril de 2019, de nuevo bajo su título original de Murdoch Mysteries. La temporada 13 comenzó a emitirse en EE. UU. en diciembre de 2019, en el canal Acorn TV.

## Episodios
| Temporada | Temporada    | Episodios | Episodios | Emisión original         | Emisión original        | Emisión original |
| Temporada | Temporada    | Episodios | Episodios | Primera emisión          | Última emisión          | Cadena           |
| --------- | ------------ | --------- | --------- | ------------------------ | ----------------------- | ---------------- |
|           | Películas TV | 3         | 3         | 13 de mayo de 2004       | 8 de septiembre de 2005 | Bravo!           |
|           | 1            | 13        | 13        | 20 de enero de 2008      | 13 de abril de 2008     | Citytv           |
|           | 2            | 13        | 13        | 10 de febrero de 2009    | 27 de mayo de 2009      | Citytv           |
|           | 3            | 13        | 13        | 14 de marzo de 2010      | 13 de junio de 2010     | Citytv           |
|           | 4            | 13        | 13        | 7 de junio de 2011       | 31 de agosto de 2011    | Citytv           |
|           | 5            | 13        | 13        | 6 de junio de 2012       | 28 de agosto de 2012    | Citytv           |
|           | 6            | 13        | 13        | 7 de enero de 2013       | 15 de abril de 2013     | CBC              |
|           | 7            | 18        | 18        | 30 de septiembre de 2013 | 7 de abril de 2014      | CBC              |
|           | 8            | 18        | 18        | 6 de octubre de 2014     | 30 de marzo de 2015     | CBC              |
|           | 9            | 19        | 19        | 5 de octubre de 2015     | 21 de marzo de 2016     | CBC              |
|           | 10           | 19        | 19        | 10 de octubre de 2016    | 20 de marzo de 2017     | CBC              |
|           | 11           | 19        | 19        | 25 de septiembre de 2017 | 19 de marzo de 2018     | CBC              |
|           | 12           | 18        | 18        | 24 de septiembre de 2018 | 4 de marzo de 2019      | CBC              |
|           | 13           | 18        | 18        | 16 de septiembre de 2019 | 2 de marzo de 2020      | CBC              |
|           | 14           | 11        | 11        | 4 de enero de 2021       | 15 de marzo de 2021     | CBC              |
|           | 15           | 24        | 24        | 13 de septiembre de 2021 | 11 de abril de 2022     | CBC              |
|           | 16           | 24        | 24        | 12 de septiembre de 2022 | 10 de abril de 2023     | CBC              |
|           | 17           | 24        | 24        | 2 de octubre de 2023     | 8 de abril de 2024      | CBC              |

## Estrellas invitadas
Murdoch Mysteries ha sido conocida, en ocasiones, por utilizar dobles de actores famosos o personalidades que no son actores en papeles de invitados. Entre los ejemplos más destacados se encuentran Stephen Harper, a la sazón primer ministro de Canadá, en un pequeño papel como funcionario de policía, William Shatner interpretando al escritor Mark Twain, un episodio especial de Navidad que incluía apariciones de Ed Asner, Brendan Coyle, Kelly Rowan y el presentador de noticias de televisión Peter Mansbridge, un episodio que contó con David Onley, vicegobernador de Ontario en el momento de la producción, apareciendo como su propio precursor Oliver Mowat, y dos episodios diferentes en los que participaron como invitados los antiguos inversores de Dragons' Den, Arlene Dickinson y David Chilton. Dickinson interpretó a una magnate de los negocios llamada Miss Dickinson y Chilton interpretó a un personaje llamado Sr. Chilton (alias el "barbero rico").
En 2013, Murdoch Mysteries emitió un crossover ficticio con otra serie de drama policíaco de CBC Television, Republic of Doyle. Como ambas series están ambientadas con más de 100 años de diferencia, Allan Hawco apareció en el episodio del 25 de noviembre de 2013 de Murdoch Mysteries como Jacob Doyle, un antepasado del siglo XIX de su personaje habitual Jake Doyle, mientras que Bisson apareció en el episodio del 29 de enero de 2014 de Republic of Doyle como el detective Bill Murdoch, un descendiente del siglo XXI del detective William Murdoch.  El final de este último episodio hace referencia al episodio anterior.
En 2017, Colin Mochrie apareció en Murdoch Mysteries como detective de un hotel, tras bromear en Twitter con que era el único actor canadiense que quedaba que nunca había hecho un papel como invitado en la serie.

## Producción
Murdoch Mysteries está producida y desarrollada por Shaftesbury Films en asociación con Citytv, ITV Studios Global Entertainment, UKTV y con la ayuda del Canadian Film or Video Production Tax Credit, el Ontario Film and Television Tax Credit, y el Canadian Television Fund. El tema musical es obra del compositor Robert Carli.
Antes de ser elegida como serie regular semanal, tres telefilmes, Except the Dying, Poor Tom Is Cold y Under the Dragon's Tail, se emitieron en Bravo Canadá en 2004. Estas películas fueron protagonizadas por Peter Outerbridge como William Murdoch, Matthew MacFadzean como George Crabtree, Keeley Hawes como Julia Ogden, y Colm Meaney como el inspector Brackenreid.
Las temporadas primera y segunda se rodaron en las instalaciones de los Toronto Film Studios en Eastern Avenue en Toronto. Sin embargo, esas instalaciones se cerraron a finales de 2008, lo que obligó a rodar la tercera temporada en otro lugar de Toronto, en la zona cercana al metro Kipling, al oeste de la ciudad.

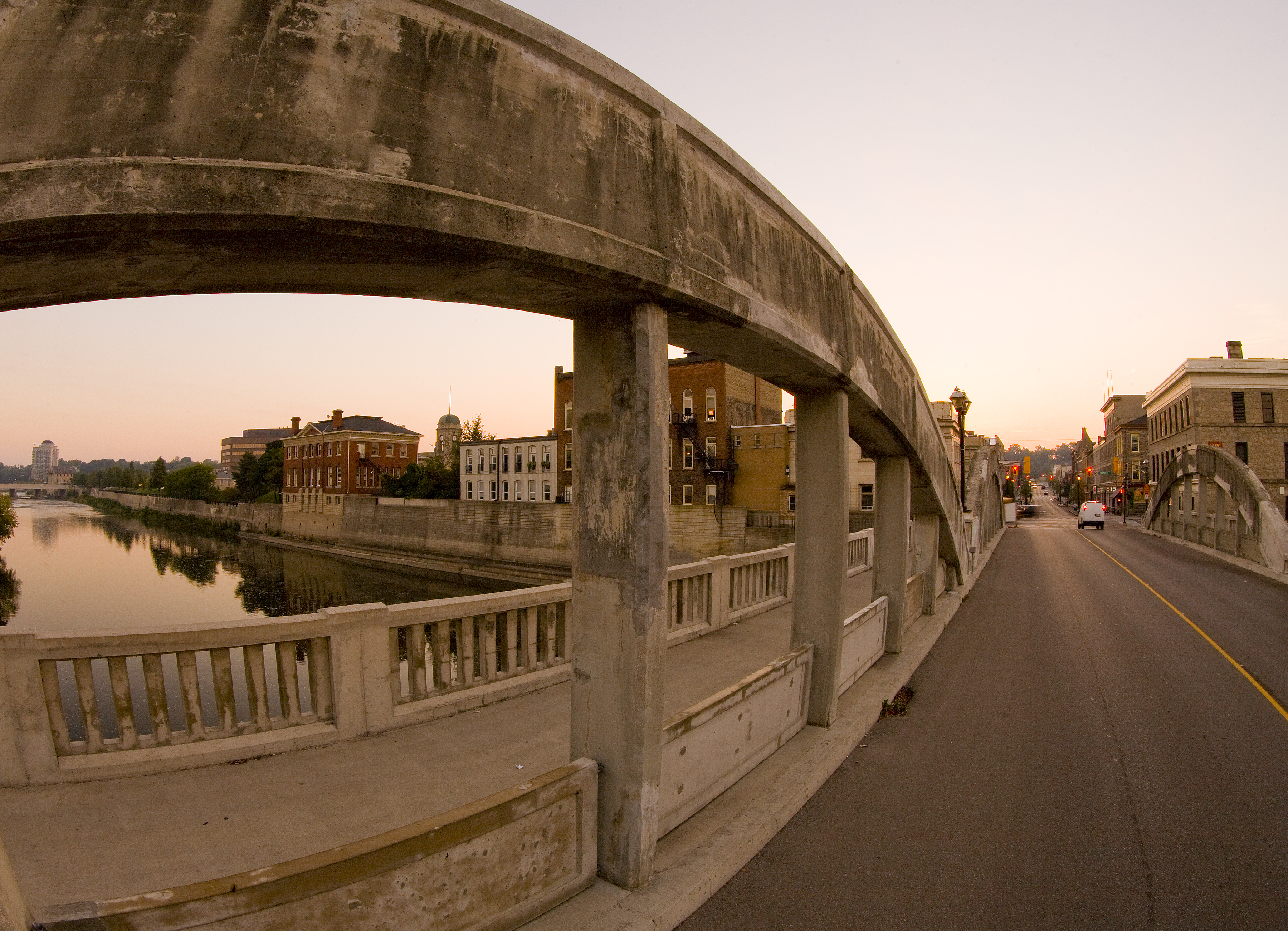
El puente de Main Street de Galt y sus alrededores han aparecido en tomas exteriores de Murdoch Mysteries.

Durante las temporadas uno, dos y tres, las localizaciones de rodaje incluyeron el distrito Galt de Cambridge (Ontario). Las aceras y calzadas se cubrieron de tierra, y en la primera temporada se utilizó la mansión Dobbie para una semana de rodaje en interiores. Partes del episodio inicial de la tercera temporada se rodaron en Bristol, Inglaterra.
En agosto de 2010 comenzó la producción de la cuarta temporada, que continuó hasta noviembre de 2010 con el rodaje en Toronto y Hamilton. El primer ministro de Canadá, Stephen Harper, rodó un cameo como agente de policía en la cuarta temporada el 15 de octubre de 2010, cuando visitó el plató con su hija.
El rodaje de la quinta temporada comenzó en julio de 2011 e incluyó una visita a Dawson City en el Yukón. En septiembre de 2011, Rogers Media decidió no continuar con Murdoch Mysteries más allá de la quinta temporada. En respuesta a la cancelación de la serie Christina Jennings, productora ejecutiva y consejera delegada de Shaftesbury Films dijo: 

Hemos visto crecer la serie con el apasionado apoyo del público en Canadá y en todo el mundo, y esperamos llevar la trama a una conclusión satisfactoria para los aficionados durante nuestra última temporada.

Murdoch Mysteries fue descrita como una serie "extraña" para la programación de Citytv, que consiste en programas de importación y urbanos más contemporáneos. Los socios británicos de Shaftesbury en la producción de la serie, la cadena UKTV y la distribuidora internacional ITV Studios Global Entertainment, se mostraron interesados en temporadas adicionales. Christina Jennings se dirigió a Kirstine Stewart, vicepresidenta ejecutiva de los servicios ingleses de la CBC, para proponerle la continuación de la serie, y ella consideró que "acoger la serie en la CBC tenía todo el sentido". Los informes sobre el cambio de emisora y el compromiso de una sexta temporada aparecieron en la noche del 15 de noviembre y los comunicados de prensa se emitieron el 16 de noviembre. La producción de la sexta temporada comenzó en abril de 2012 para estar lista para la CBC en septiembre de 2012, pero más tarde el estreno de la sexta temporada se cambió a enero de 2013, y en su lugar se emitió un bis de la quinta temporada en septiembre. La producción de la 13.ª temporada comenzó en mayo de 2019.
El 1 de junio de 2022, la CBC anunció la decimosexta temporada, que de nuevo contará con veinticuatro episodios.

## Series web
Además de la serie de televisión regular, también se han creado varias series web de corta duración bajo el nombre de Murdoch Mysteries.
En 2011, Murdoch Mysteries: La maldición de los faraones perdidos debutó en citytv.com, mezclando acción real y animación para representar una historia en la que Crabtree, Murdoch, la doctora Ogden y el inspector Brackenreid se veían obligados a luchar contra momias que intentaban matar a la reina Victoria. El argumento de la serie web también se integró en la serie de televisión regular; dentro de la trama televisiva principal. Crabtree, como aspirante a escritor, pasó gran parte de la temporada trabajando en La maldición de los faraones perdidos como manuscrito de novela fantástica. La maldición de los faraones perdidos obtuvo nominaciones al "mejor programa digital: Ficción" en los Premios Emmy de 2012, "Proyecto Multiplataforma, Ficción" en el Festival Mundial de Medios de Banff de 2012 y "Proyecto Multiplataforma, Ficción" en los primeros Canadian Screen Awards.
La temporada 2012 de la serie web El efecto Murdoch presentaba una trama de viaje en el tiempo en la que William Murdoch se encontraba de repente transportado al siglo XXI y tenía que resolver un caso con inquietantes paralelismos con otro que estaba investigando en su propia línea temporal.
La serie de 2013 Pesadilla en Queen Street presentaba una historia interactiva en la que el espectador debía resolver el caso uniendo las pistas de cada webisodio. Esta serie también obtuvo una nominación al mejor proyecto multiplataforma de ficción en los segundos Canadian Screen Awards.
La serie web de 2023 Macy Murdoch está protagonizada por Shailyn Pierre-Dixon como Macy Murdoch, una descendiente de William Murdoch del siglo XXI que es transportada en el tiempo hasta 1910.

## Emisión
| País           | Canal/es | Observaciones |
| -------------- | --- | --- |
| Argentina      | Acorn TV | |
| Australia      | 13th Street, 7two | |
| Brasil         | | |
| Chile          | Acorn TV | |
| Colombia       | | |
| España         | En catalán: TV3 (2/9/2013-3/12/2017) Canal 33 (14-22/4/2019)En castellano: Aragón TV (10/9/2014-7/3/2016) ETB2 (15/11/2014-8/7/2016) Paramount Network (7/1/2020-presente)                                                         | Temporadas en catalán: TV3: temporadas 1 a 9 Canal 33: temporada 9Temporadas en castellano: Aragón TV: temporadas 1 a 4 ETB2: temporadas 1 a 4 Paramount Network: temporadas 1 a 16 |
| Estados Unidos | Retro TV y Cozi TV (NBC) American Public Television Genesis Entertainment ABC (WABC-TV en Nueva York) WFMZ-TV en Pensilvania, KHOU en Houston y WEWS-TV en Cleveland, Ovation Fox Ion Television Acorn TV, Hulu Amazon Prime Video | |
| Francia        | France 3 | Les Enquêtes de Murdoch (Las investigaciones de Murdoch). |
| Grecia         | ERT2 | Ντετέκτιβ Μέρντοχ (Detective Murdoch) |
| México         | Acorn TV | |
| Reino Unido    | Alibi (antes conocido como UKTV Drama). | |

## Lanzamientos en vídeo doméstico
Acorn Media ha editado diez temporadas de Murdoch Mysteries en DVD y Blu-ray en América del Norte y Australia.
ITV Studios Home Entertainment ha editado cuatro temporadas en DVD en el Reino Unido y también ha publicado una caja recopilatoria con las temporadas 1 a 3. Las temporadas 4 y siguientes están disponibles a través de Amazon UK, pero sólo en formato de Región 1. Las siete primeras temporadas están disponibles en streaming a través de Acorn TV.